# Lijst van voormalige windmolens in Noord-Brabant
Dit is een lijst van voormalige windmolens in de Nederlandse provincie Noord-Brabant.
| Naam                       | Plaats                              | Gemeente            | Provincie     | Type molen    | Functie               | Zichtbare restanten              | Huidig gebruik   | Foto |
| -------------------------- | ----------------------------------- | ------------------- | ------------- | ------------- | --------------------- | -------------------------------- | ---------------- | ---- |
| De Anna                    | Berghem                             | Oss                 | Noord-Brabant | grondzeiler   | korenmolen            | romp                             | geen             |      |
| Essche molen               | Esch                                | Haaren              | Noord-Brabant | stellingmolen | korenmolen            | romp                             | woonhuis         |      |
| De Hoop                    | Beers                               | Cuijk               | Noord-Brabant | stellingmolen | korenmolen            | romp                             | geen             |      |
| De Hoop                    | Breda Princenhage                   | Breda               | Noord-Brabant | stellingmolen | korenmolen            | romp                             | geen             |      |
| De Hoop                    | Dongen                              | Dongen              | Noord-Brabant | beltmolen     | korenmolen            | romp                             | geen             |      |
| De Hoop                    | Keldonk                             | Meierijstad         | Noord-Brabant | beltmolen     | korenmolen            | in restauratie                   |                  |      |
| De Hoop                    | Waspik                              | Waalwijk            | Noord-Brabant | stellingmolen | korenmolen            | in 1923 uitgebrand en afgebroken | geen             |      |
| Koeveringse molen          | Sint-Oedenrode / Schijndel / Veghel | Meierijstad         | Noord-Brabant | standerdmolen | korenmolen            | verdwenen                        | nvt              |      |
| Het Landeke                | Werkendam                           | Werkendam           | Noord-Brabant | grondzeiler   | poldermolen           | romp                             | weekeindhuisje   |      |
| Molen de Moer              | Hooge Zwaluwe                       | Drimmelen           | Noord-Brabant | grondzeiler   | poldermolen           | romp                             | woning           |      |
| Molen Duffhues             | Rosmalen                            | 's-Hertogenbosch    | Noord-Brabant | stellingmolen | korenmolen            | romp                             | woonhuis         |      |
| Molen Himbergen            | Middelbeers                         | Oirschot            | Noord-Brabant | stellingmolen | korenmolen            | romp                             |                  |      |
| Molen Parklaan             | 's-Hertogenbosch                    | 's-Hertogenbosch    | Noord-Brabant | standerdmolen | korenmolen            | verdwenen                        |                  |      |
| Molen van der Wouw         | Loon op Zand                        | Loon op Zand        | Noord-Brabant | stellingmolen | korenmolen            | romp                             |                  |      |
| Molen van Sint Anthonis    | Sint Anthonis                       | Sint Anthonis       | Noord-Brabant | standerdmolen | korenmolen            | verdwenen                        | monument         |      |
| Molen van Standdaarbuiten  | Standdaarbuiten                     | Moerdijk            | Noord-Brabant | stellingmolen | korenmolen            | gedeeltelijke romp               | expositieruimte  |      |
| Nooit Gedacht              | Schaijk                             | Landerd             | Noord-Brabant | grondzeiler   | korenmolen            | romp                             | geen             |      |
| Ronde Molen                | Gemonde                             | Sint-Michielsgestel | Noord-Brabant | stellingmolen | korenmolen            | romp                             | geen             |      |
| Schuddebeursche Watermolen | Lage Zwaluwe                        | Drimmelen           | Noord-Brabant | grondzeiler   | poldermolen           | romp                             |                  |      |
| Sint Maartenspolder        | Hoeven                              | Halderberge         | Noord-Brabant | grondzeiler   | poldermolen           | romp                             | woonhuis         |      |
| Victoria                   | Oosteind                            | Oosterhout          | Noord-Brabant | stellingmolen | koren- en schorsmolen | romp                             | mogelijk herstel |      |